# TT93
| M17 | Y5 · N35 | N29 · N35 | D40 |

| M17 | Y5 · N35 | N29 · N35 | D40 |

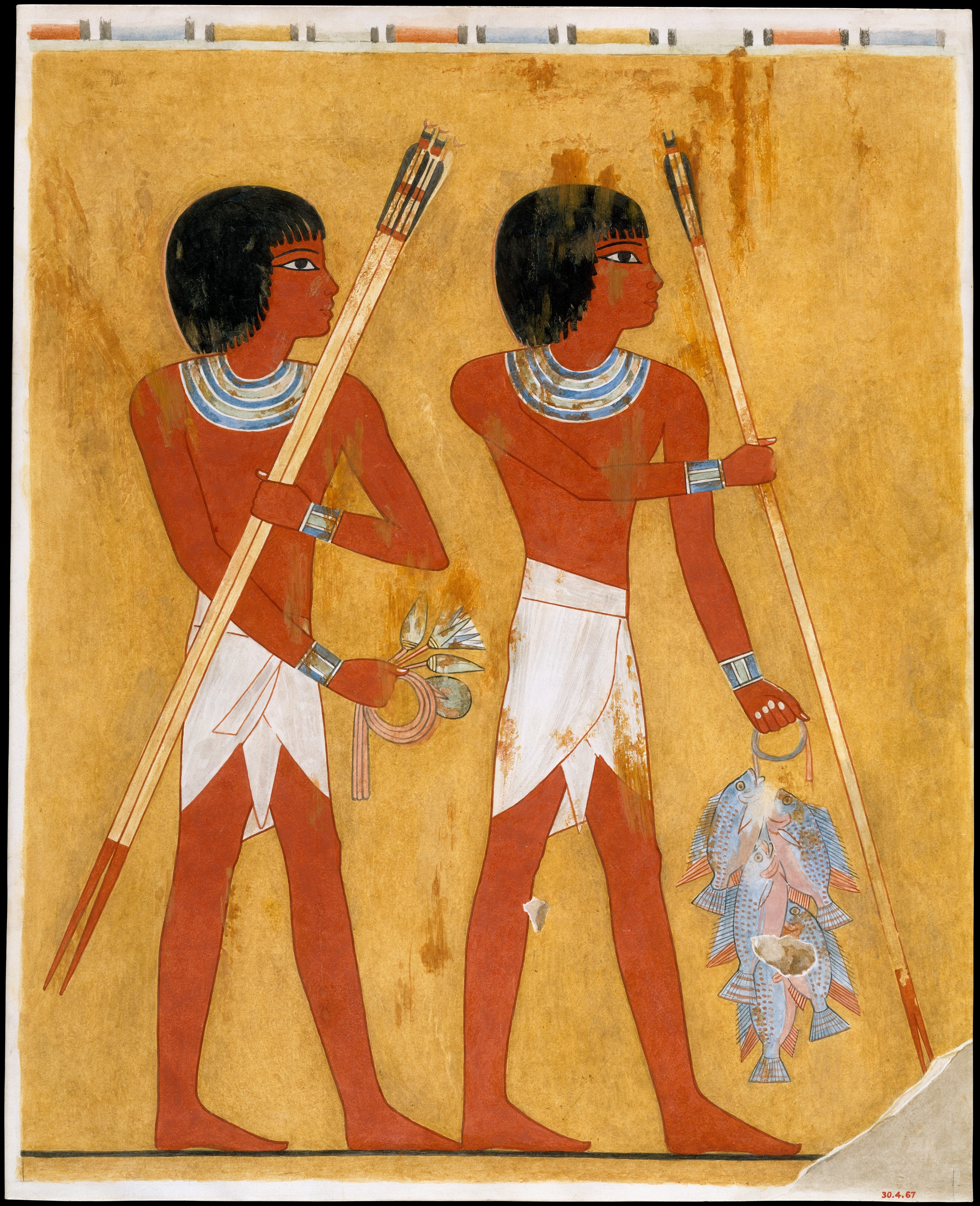
Detalle de una escena de pesca, Tumba de Kenamón. MET DT10881

La tumba tebana TT93 se encuentra en Sheij Abd el-Qurna, parte de la necrópolis tebana, en la orilla occidental del Nilo, frente a Luxor. Pertenece a un antiguo oficial egipcio de la dinastía XVIII llamado Kenamón, que fue supervisor del ganado de Amón y mayordomo principal de Amenhotep II. 

## Kenamón
En la tumba, fechada alrededor de 1450 a. C., se encontraron más de ochenta epítetos de Kenamón, entre ellos, portador del sello real, caballero de los aposentos, portador del abanico del señor de las Dos Tierras, escriba real o asistente del rey. La madre de Kenamón, Amenemipet, fue nodriza de Amenhotep II, lo que convirtió a Kenamón en hermano adoptivo del joven príncipe, que posteriormente se convertiría en rey. Tededetes fue su esposa.
Por su amistad con el rey, estuvo a su lado en las luchas en Siria. Una vez terminada la campaña, le nombró administrador del puerto y la base naval de Perunefer, en este momento la mayor base de la dinastía XVIII. Con los méritos adquiridos, siguió subiendo en su carrera, alcanzando el puesto de administrador principal del patrimonio del rey y con especial dedicación a las propiedades de descanso de la familia real, cuidando de los entretenimientos con músicos y danzas. También se cuidaba de los regalos exóticos que se ofrecían al rey con motivo del Año Nuevo y que quedó reflejado en las pinturas murales de su tumba.

## Historia
La tumba fue conocida a principios del siglo XIX a. C. y fue visitada por Champollion, Wilkinson, Lepsius y Prisse d'Avennes, pero permaneció en gran parte olvidada hasta finales de la década de 1920, cuando el Museo Metropolitano de Arte publicó The tomb of Ken-Amun at Thebes, que detalla la exploración y documenta el contenido de la tumba.
| |
| Ayudantes para una batida de caza (acuarela) de Hugh R. Hopgood, Metropolitan Museum de Nueva York cat. MET chr30.4.68). |

|                                                                         |
| Caja de cosméticos (acuarela de N. de Garis Davies, cat. MET DP161254). |

|                                                                                            |
| Detalle de coraza de placas de bronce (acuarela de N. de Garis Davies, cat. MET DP240373). |

|                                                                          |
| Detalle de armamento (auarela de N. de Garis Davies, cat. MET DP240482). |

|                                       |
| Réplica de pintura mural de la tumba. |

| |
| Portador de regalos para la fiesta del Año Nuevo (acuarela de Hugh R. Hopgood, cat. MET 30.4.66 EGDP013828). |